# Ullsfjorden
Ullsfjorden (nordsamisk: Moskavuotna, finsk Moskivuono) er en fjord i kommunerne Tromsø, Lyngen og Karlsøy i Troms og Finnmark fylke i Norge.
Fjorden er 110 km lang i henhold til kartverkets målinger; NAF Veibok opgiver 75 km, åbenbart med andre målepunkter. Fjorden strækker sig fra Lyngstuva i nord til Sjøvassbotn i syd. Den sydlige del af fjorden, fra Storstraumen til Sjøvassbotn, kaldes ofte Sørfjorden. Fra Sjøvassbotn er der kun 2,5 km over til Balsfjord. Ret nord for Storstraumen går fjordarmen Kjosen ca 12 kilometer østover, til den møder det 3 km brede Lyngseidet. Vest for fjorden ligger halvøen Stuoranjarga, i øst ligger Lyngenhalvøya.
69°55′8″N 19°56′4″Ø / 69.91889°N 19.93444°Ø